# Ермолкино (Бижбулякский район)
Ермо́лкино (баш. Ермолкин) — село в Бижбулякском районе Башкортостана, относится к Калининскому сельсовету.

## География
Расстояние до:
- районного центра (Бижбуляк): 18 км,
- центра сельсовета (Усак-Кичу): 5 км,
- ближайшей ж/д станции (Аксеново): 26 км.

## История
До 2005 года включительно — административный центр Калининского сельсовета.
Закон «О внесении изменений в административно-территориальное устройство Республики Башкортостан в связи с образованием, объединением, упразднением и изменением статуса населенных пунктов, переносом административных центров» от 20 июля 2005 года, N 211-з гласил:

10. Перенести административные центры следующих сельсоветов:
1) Калининского сельсовета Бижбулякского района из села Ермолкино в село Усак-Кичу

## Население
| 2002 | 2009 | 2010 | 2016 |
| ---- | ---- | ---- | ---- |
| 375  | ↘369 | ↘354 | ↘305 |

Национальный состав
Согласно переписи 2002 года, преобладающая национальность — чуваши (97 %).